# Университет Минью
Университет Ми́нью (порт. Universidade do Minho) — государственный университет в Португалии, в исторической провинции Минью, один из крупнейших университетов в стране. Основан в 1973 году. Академическую деятельность начал в 1975/76 учебном году. В 2012 году The Times назвала Университет Минью в числе 400 лучших образовательных учреждений мира.
Учебные корпуса университета расположены в двух кампусах: Гуалтар (Брага) и Азурен (Гимарайнш). Ректорат расположен в историческом центре Браги на Largo do Paço.

## Структура
В университете роль факультетов выполняют школы (порт. Escola) и институты (порт. Instituto), которые расположены в отдельных зданиях в пределах кампусов. В каждой школе или институте есть несколько специализированных отделений (порт. Departamento), которые в российской номенклатуре соответствуют кафедрам.
- факультет архитектуры (Escola de Arquitectura da Universidade do Minho, EAUM)
- факультет дизайна (Instituto de Design da Universidade do Minho, ID, выделен в 2010 году из факультета архитектуры как независимое подразделение)[2]
- факультет инженерии (Escola de Engenharia da Universidade do Minho, EEUM)
- факультет искусств и гуманитарных наук (Instituto de Letras e Ciências Humanas da Universidade do Minho, ILCH)
- факультет медицины (Escola de Medicina da Universidade do Minho)
- факультет образования (Instituto de Educação da Universidade do Minho, IE)
- факультет подготовки среднего медицинского персонала (Escola de Superior de Enfermagem da Universidade do Minho, ESE)
- факультет права (Escola de Direito da Universidade do Minho)
- факультет психологии (Escola de Psicologia da Universidade do Minho)
- факультет социальных наук (Instituto de Ciências Sociais da Universidade do Minho, ICS)
- факультет точных и естественных наук (Escola de Ciências da Universidade do Minho, ECUM)
- факультет экономики и управления (Escola de Economia e Gestão da Universidade do Minho, EEG)

Помимо учебных факультетов, в университете есть множество научно-исследовательских центров, специализирующихся в различных областях знания.

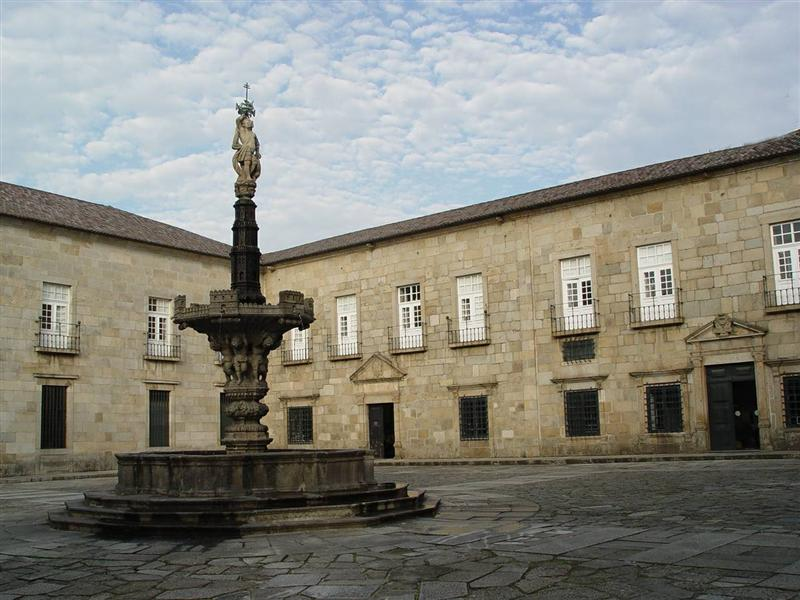
Здание ректората
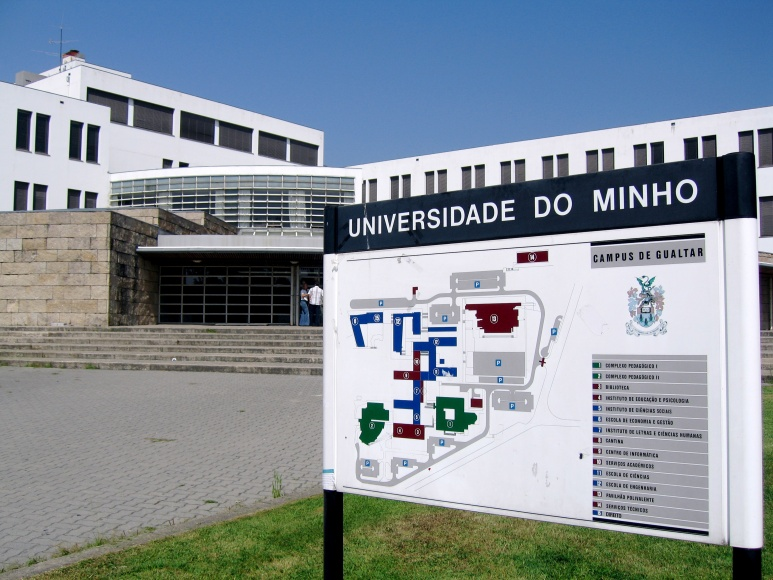
кампус Гуалтар
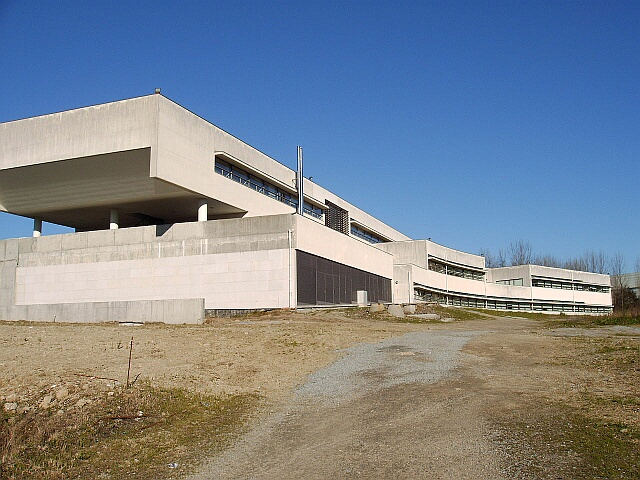
кампус Азурен